# فرد بكنغهام
فرد بكنغهام (بالإنجليزية: Fred Buckingham)‏ هو لاعب كرة قاعدة أمريكي، ولد في 13 فبراير 1876 في Blenheim, New York ‏ في الولايات المتحدة، وتوفي في 3 ديسمبر 1948 في واشنطن العاصمة في الولايات المتحدة.

## وصلات خارجية
- فرد بكنغهام على موقعبيزبول رفرنس.كوم (الدوري الرئيسي) (الإنجليزية)